# 平田理絵
平田 理絵（ひらた りえ、1980年4月12日 - ）は、日本のラジオDJ、フリーアナウンサー。嘗て、九州で活動していた人物である。

## 人物
福岡県朝倉市出身。九州大谷短期大学卒業後、KBCラジオのひまわり号（ラジオカー)リポーターとして活躍した。
「ひまわり号」キャスタードライバーの任期を終えた2005年、NHK佐賀放送局にキャスターとして入局、7年勤めた。この間の重要な仕事は全国33ブロックでは最少人数となる地上デジタル放送推進大使佐賀県代表であった。他局の大使が職務上の都合やプライベートなどで途中交代する中、最初から最後までほぼ一貫してその任務に当たり、2011年7月24日のアナログ放送終了まで全うした。主に昼前の情報番組で活躍した。
2012年3月19日の年度末最終回をもって佐賀局を離れ、隣の福岡局へ移籍。ラジオ番組で1年半活動したが、私的都合により2013年9月いっぱいで退局し、福岡も離れた。
趣味は登山とクラリネット演奏。佐賀時代の後期はそれまでも仕事にした。

## 担当番組

### KBCラジオ
- 夜はこれから!AM派宣言（2004年10月 - 2005年3月、火曜日担当）
- 理絵の助手席からお疲れさま（2004年10月 - 2005年3月）
- 各ラジオカーリポート

### NHK佐賀
- とれたて さがん情報市「聞かせて駅マイク」（2005年度） - 佐賀駅からリポートを行っていた。
- はぴはぴテレビ（2006年度 - 2008年度）
- ひるまえ情報便（2009年度 - 2011年度）

### NHK福岡
- 夕べのひととき（FM、2012年度）
- はっけんラジオ（ラジオ第1、2013年度前半）
- ふっくがゆく NHKどんたく広場（2013年5月3日、リポーター）
- 九州沖縄FMスペシャル「山内惠介 ライブ in 福岡」（2013年5月6日放送、司会）